# Paul Gorgulov
Compléments
Assassin du président français Paul Doumer.
Paul Gorgulov ou Gorguloff, de son nom russe complet Pavel Timofeïevitch Gorgoulov (Павел Тимофеевич Горгу́лов), né le 29 juin 1895 à Labinskaïa en Empire russe et mort guillotiné le 14 septembre 1932 à Paris en France, est un médecin russe, réfugié en France, entré dans l'histoire pour avoir assassiné le président de la République française Paul Doumer le 7 mai 1932, à Paris.

## Biographie

### Origines et carrière militaire en Russie
Comme attesté par un document d'archives découvert au début du XXIe siècle, Pavel Gorgulov est un enfant trouvé originaire du village de Labinskaïa, dans l'oblast d'Ekaterinodar, de la région de Kouban, dans le Caucase. Sa naissance est inscrite au registre le 29 juin 1895. Sur ordre du chef de l'armée du Kouban, Ya D. Malama, le 31 janvier 1902, il est adopté par le connétable du village de Labinskaïa, Timofeï Nikolaïevich Gorgulov. Dans l'acte d'accusation, le nom de sa mère est indiqué comme « Varvara Astakhova ». Son acte de mariage francise son nom ainsi que celui de ses parents, notés comme s'appelant respectivement « Timothée Gorgouloff » et « Barbe Astakhoff ». Compte tenu de sa qualité d'enfant trouvé, il tient probablement son prénom de la date de l'enregistrement de sa naissance, qui coïncide avec le jour de la fête des saints Pierre et Paul, selon la tradition ancienne chrétienne. Il qualifiait ses parents tantôt de cosaques, tantôt de riches agriculteurs.
Il est diplômé de l'école paramédicale militaire d'Ekaterinodar en 1913, puis part étudier à la faculté de médecine de l'université de Moscou, avant d'être mobilisé au début de la Première Guerre mondiale. Au cours du conflit, il aurait été gravement blessé à la tête par un éclat de grenade. Démobilisé, il reprend ses études mais à la faculté de médecine de Rostov-sur-le-Don.
Éclate alors la révolution de 1917 qui provoque la guerre civile russe (1918-1922). Les informations sur sa participation à la guerre civile sont contradictoires. Selon certaines sources, en 1918-1920, il aurait participé à des activités anti-bolchéviques dans le Kouban et en Crimée, et en 1921 à Minsk avec Boris Savinkov, après quoi il quitta le pays. En revanche, les émigrés russes en France auraient cherché à présenter Gorgulov comme un agent de l'URSS en affirmant qu'en 1920 à Rostov, il travaillait pour les bolchéviques voire même dans la Tchéka. Lui-même a déclaré devant le tribunal avoir été infirmier dans les Armées blanches et qu'au moment de la débâcle des armées blanches (1921-1922), il se serait enfui en Pologne, où il aurait fait la connaissance de Boris Savinkov, un socialiste révolutionnaire anti-bolchévique.
Il vit plusieurs années à Prague, où il séjourne d'abord illégalement jusqu'en 1925. Il peut cependant continuer à étudier à la faculté de médecine de l'université Charles, dont il sort diplômé en 1926.
En sa qualité de réfugié russe devenu apatride, il reçoit un passeport Nansen en 1930.

### Parcours en Europe
En Tchécoslovaquie, vivant parfois à Prague et surtout à la campagne, il commence par publier des poèmes. Après avoir obtenu son diplôme de docteur en médecine en 1926, Il passe ensuite deux ans (1927-1929) dans les petites villes moraves de Přerov et Hodonin, ville natale de Tomáš Garrigue Masaryk, philosophe et premier président de la République tchécoslovaque.
Il semble qu'il ait été atteint de la syphilis dès cette époque. Il a affirmé qu’un jour, se tenant à côté de Masaryk, il avait été tenté de lui tirer dessus, mais que seul le sourire de ce dernier l'en avait empêché. C'est là qu'il aurait eu l'idée de créer le « Parti vert du peuple paysan (agricole) panrusse ». Les objectifs de ce parti sont flous et il n'y a aucune preuve que quelqu'un d'autre que son fondateur en a jamais été membre.
Parallèlement, il publie à compte d'auteur plusieurs livres à la gloire de la « sainte Russie », parmi lesquels Le Roman d’un cosaque et Le Lointain… sous le pseudonyme de Donskoï. En 1929, il publie la revue « Skif » à Olomouc (trois numéros paraissent).
Jeune diplômé, il installe son cabinet dans la région et épouse la fille d’un notable local, mais celle-ci demande le divorce pour mauvais traitements. Il est par deux fois accusé de viol, mais, bien conseillé, c’est lui qui porte plainte contre ses victimes, les accusant de diffamation. Il s'en sort avec des non-lieux. Suspecté d'avoir pratiqué des avortements ayant entraîné la mort des patientes, il est contraint de fuir le pays en 1930. Mais il peut entrer légalement en France grâce à son passeport Nansen.
Il arrive à Paris, où il rencontre Anna-Maria Geng, née en 1899 à Winterthour, en Suisse, de Theodor Geng et de Gertrud Marquart, commerçants. Il l'épouse le 18 juillet 1931 et celle-ci accouche d'un enfant l'année suivante.
Il exerce à Boulogne-Billancourt, mais n'a pas de diplôme français et ses diplômes russes et tchécoslovaques ne sont pas reconnus. Fin 1931, alors qu'il est de passage à Nice, il reçoit un arrêté d’expulsion pour exercice illégal de la médecine. Il obtient un permis de séjour délivré par la principauté de Monaco — où il réside jusqu'au 4 mai 1932 — ainsi qu'un certificat d'identité, valable jusqu'en août 1932. Il y réside avec sa femme, mais continue de voyager à Paris.
Gorgulov dilapide rapidement les 40 000 francs de dot de sa femme au casino de Monte-Carlo.
En avril 1932, il est quasiment ruiné et les effets de la syphilis se font sentir. Il se présente comme homme politique à ses compatriotes, les persuade être l'égal de Mussolini et Hitler, imagine former un triumvirat pour diriger « l'Union des Grandes Russies » dont il rédige la constitution. Mais les fonds espérés ne viennent pas, il est lâché par ses compatriotes. À la recherche d’une tribune, il est prêt à tout.

### Assassinat du président Paul Doumer

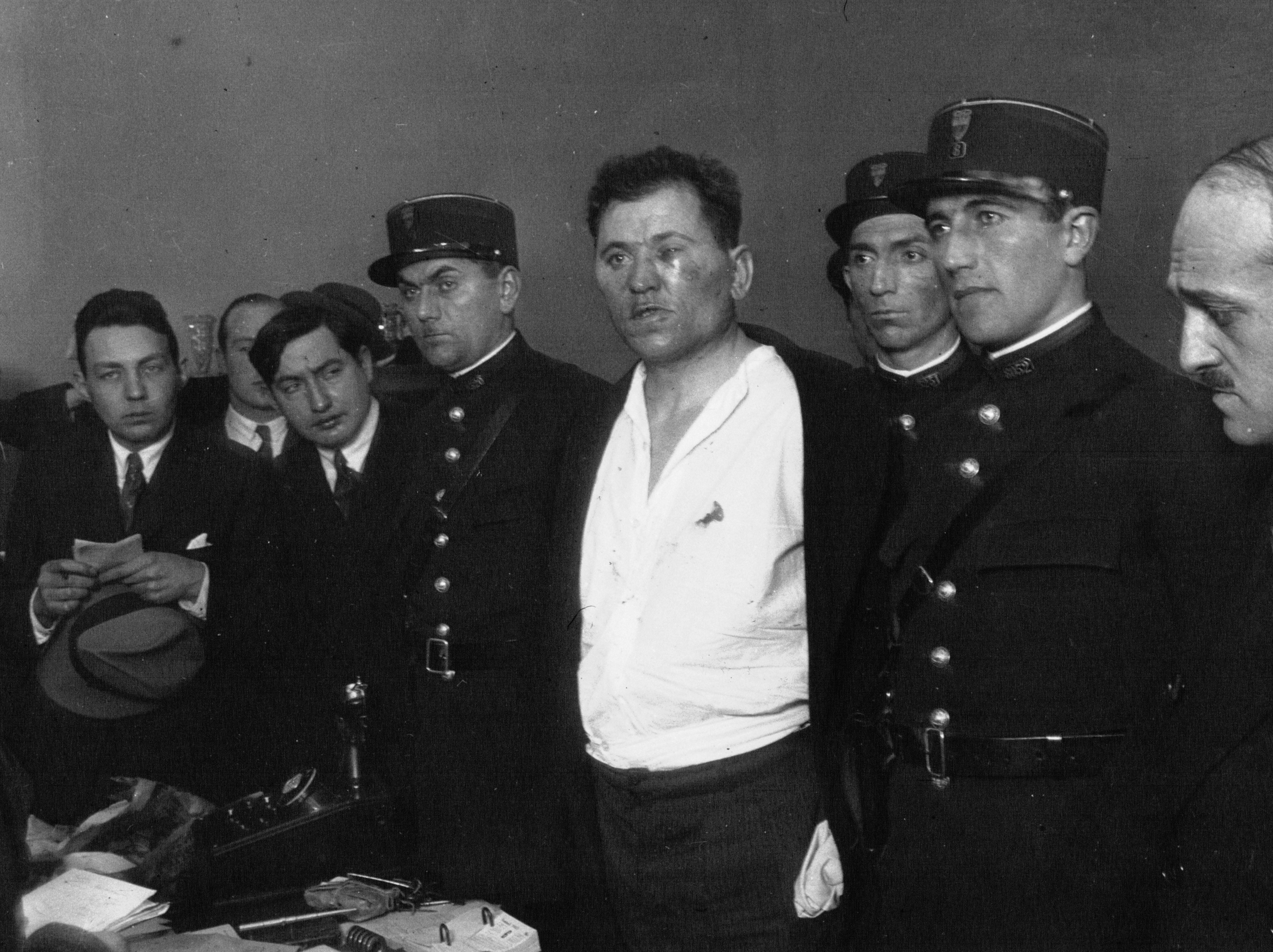
Paul Gorgulov peu après son arrestation, avant laquelle il a manqué de se faire lyncher.

Le 6 mai 1932, vers 15 h 10, Gorgulov tire trois coups de pistolet semi-automatique Browning M1910 en direction du président de la République Paul Doumer, alors que ce dernier assiste à une réunion de l'Association des écrivains anciens combattants,. Après avoir opposé une vive résistance, et avoir failli se faire lyncher par les hommes présents sur les lieux, Gorgulov est arrêté.
Le lendemain, le président Doumer meurt des suites de ses blessures.
Gorgulov déclare avoir assassiné le président pour se venger de la France, parce qu'elle n'a pas voulu intervenir en Russie contre les bolcheviks. On découvre sur lui des coupures de journaux concernant les derniers livres parus et les prochains déplacements du président Doumer, ainsi qu'un plan de Paris, et un carnet dans lequel est écrit : « Mémoire de Paul Gorgulov, chef Président des fascistes russes. Qui a tué le Président de la République française ».

### Procès et exécution

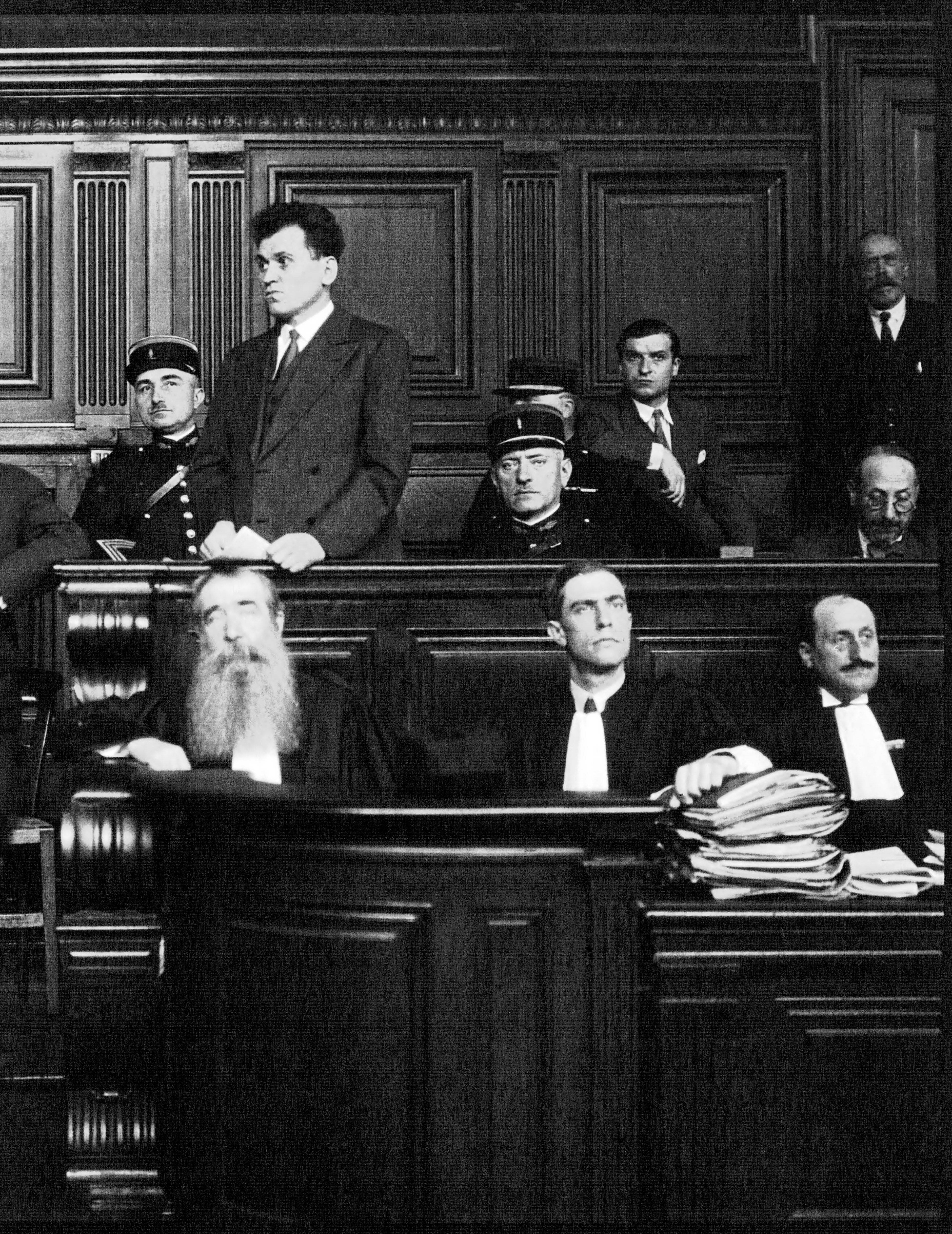
Paul Gorgulov lors de son procès.

Le procès de Paul Gorgulov s'ouvre devant la cour d'assises de la Seine le 25 juillet 1932. Le surlendemain, rejetant l'idée selon laquelle Gorgulov aurait agi en état de démence, les jurés le condamnent à mort. Le 20 août 1932, la Cour de cassation rejette le pourvoi. Gorgulov est guillotiné par Anatole Deibler le 14 septembre à la prison de la Santé, malgré les protestations de la Ligue des droits de l'homme.
Pendant son réquisitoire, le procureur général Charles Donat-Guigue émet l’hypothèse que Gorgulov aurait été manipulé par un nazi russe, Yakovlev, qu’il rencontrait fréquemment. Il s’appuie sur le fait que le président Doumer était un farouche partisan du réarmement de la France face aux pays fascistes, et que Gorgulov était en possession de deux pistolets avec des munitions non françaises. Paul Gorgulov est défendu par trois avocats le premier, Marcel Roger, plaide la démence; le second, Henri Géraud, qui avait défendu Raoul Villain, assassin de Jean Jaurès, plaide la passion politique et la non préméditation, tandis que pour le troisième Pierre Xardel, il n'y a pas d'informations particulière.
Gorgulov est l'auteur d'une brochure sur la Russie nationale paysanne (1931), et de poèmes.
Aucune information n'a été retrouvée concernant le destin de son épouse et celui de l'enfant.